# Rüdiger Hitzigrath
Rüdiger Hitzigrath (* 27. Dezember 1929 in Berlin; † 22. März 2017 ebenda) war ein deutscher Politiker der SPD.

## Leben

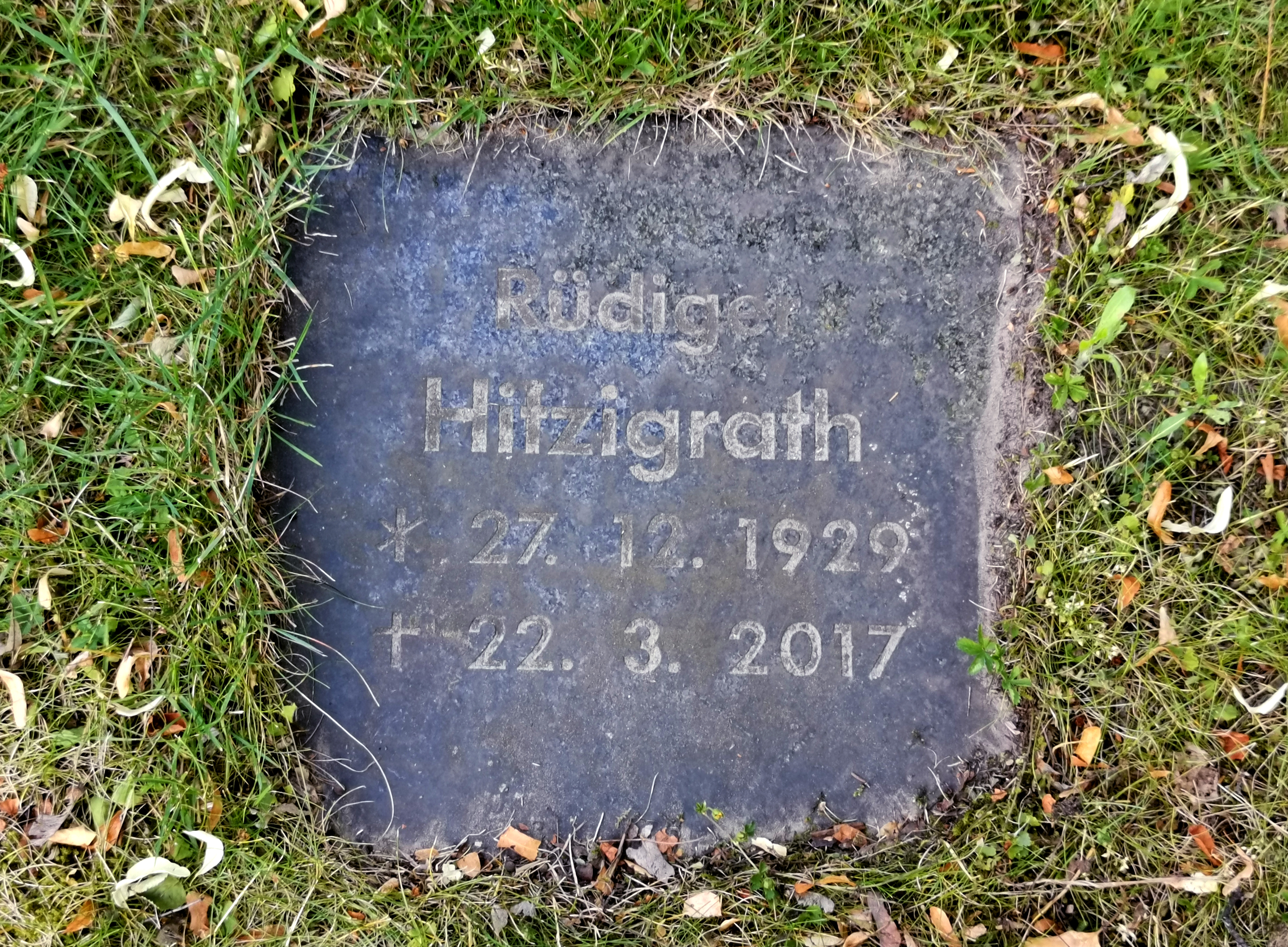
Grabstelle auf dem Sankt-Philippus-Apostel-Kirchhof, Müllerstraße

Hitzigraths Vater Helmut Hitzigrath war Bekenntnispfarrer in Berlin-Moabit. Rüdiger Hitzigrath besuchte ein humanistisches Gymnasium. Nach dem Abitur studierte er ab 1948 Rechtswissenschaft. 1956 bestand er das erste Staatsexamen. Ab 1958 war er freier Mitarbeiter der Bundesversicherungsanstalt für Angestellte und bis 1981 selbständiger Versicherungsvertreter. Er trat 1963 der SPD Berlin bei und wurde 1967 Bezirksverordneter im Bezirk Wilmersdorf. Ab 1971  saß er zehn Jahre im Abgeordnetenhaus von Berlin. 1977–1980 war er stellvertretender Fraktionsvorsitzender seiner Partei. Am 6. November 1981 rückte er als Berliner Bundestagsabgeordneter für die ausgeschiedene Abgeordnete Marie Schlei in den Deutschen Bundestag nach und blieb dort bis zur Bundestagswahl 1983. Durch den Tod von Jürgen Brinckmeier 1984 rückte Hitzigrath dann als Mitglied des Europäischen Parlaments nach, dem er bis 1989 angehörte. 2008 bekam er vom Senat von Berlin den Titel Stadtältester von Berlin verliehen.
Hitzigrath starb mit 87 Jahren und wurde am 7. April 2017 auf dem Sankt-Philippus-Apostel-Kirchhof in Berlin-Wedding beigesetzt (Feld D, Reihe 18).